# Comissió de les Nacions Unides per al dret comercial internacional
La Comissió de les Nacions Unides per al dret comercial internacional (CNUDCI) o Comissió de les Nacions Unides per al dret mercantil internacional (CNUDMI) o UNCITRAL (per la seva sigles en anglès United Nations Commission for the Unification of International Trade Law) va ser creada per l'Assemblea General de les Nacions Unides en la seva Resolució 2205 (XXI) de 17 de desembre de 1966 "per promoure el progrés harmonització i unificació del dret del comerç internacional".
La CNUDCI realitza el seu treball en sessions anuals celebrades alternativament a Nova York i Viena.